# Marketingový mix
Marketingový mix je souhrn či spojení čtyř základních marketingových nástrojů, které firma používá k tomu, aby usilovala o dosažení svých cílů. Tento model byl publikován Neilem Bordenem kolem roku 1949, kdy začal poprvé používat slovní spojení marketingový mix. Původcem sdělení 4P je Edmund Jerome McCarthy. Formulováno bylo poprvé v roce 1960.

## Součásti marketingového mixu
Marketingový mix, také „čtyři P“, reprezentuje strategickou pozici produktu na trhu pomocí 4 parametrů:
- Výrobek (Product): uspokojuje potřeby zákazníka.
- Cena (Price): hodnota výrobku pro zákazníka.
- Propagace (Promotion): nejviditelnější část marketingového mixu se zabývá propagací výrobků či služeb.
- Místo (Place): místo, distribuční cesty

## Historie marketingového mixu
Prvním, kdo v marketingu hovořil o "mixu jednotlivých ingrediencí", byl James Culliton na konci 40. let 20. století. Se čtyřmi složkami marketingu později pracoval Richard Clewett. Jednalo se o produkt (Product), cenu (Price), distribuci (Distribution) a propagaci (Promotion). U Clewetta studoval již výše zmíněný Jerry McCarthy. Ten uvedl, že by se složky měly propojit a kombinovat. Navíc slovo distribuce nahradil slovem místo (Place), a tak vznikl klasický marketingový mix 4P.
Některé prameny uvádí, že autorem je Neil H. Borden, který v roce 1964 (některé zdroje chybně uvádějí, že se jednalo o rok 1965) publikoval článek The Concept of the Marketing Mix. Ten ale používal v marketingovém mixu čtrnáct různých marketingových nástrojů.
Marketingový mix následně zpopularizoval Philip Kotler, který pracoval s McCarthym na stejné univerzitě (Northwestern University). Jak však Kotler zdůrazňuje, marketingovému mixu (4P) musí vždy předcházet strategické rozhodnutí týkající se segmentace, zacílení a umístění/pozicování (známé pod zkratkou STP).

## Používání marketingového mixu
Marketingový mix představuje a konkretizuje všechny kroky, které organizace dělá, aby vzbudila poptávku po produktu (či v případě demarketingu ji snížila). Tyto kroky se rozdělují do čtyř proměnných:
1. Produkt označuje nejen samotný výrobek nebo službu (tzv. jádro produktu), ale také sortiment, kvalitu, design, obal, image výrobce, značku, záruky, služby a další faktory, které z pohledu spotřebitele rozhodují o tom, jak produkt uspokojí jeho očekávání.
2. Cena je hodnota vyjádřená v penězích, za kterou se produkt prodává. Zahrnuje i slevy, termíny a podmínky placení, náhrady nebo možnosti úvěru.
3. Propagace říká, jak se spotřebitelé o produktu dozví (od přímého prodeje přes public relations, reklamu a podporu prodeje).
4. Místo uvádí, kde a jak bude produkt prodáván, včetně distribučních cest, dostupnosti distribuční sítě, prodejního sortimentu, zásobování a dopravy.

## 4C v Kompasovém modelu 7C
V roce 1973 Kóiči Šimizu (Univerzita Džósai, Japonsko) navrhl model 4C, který v roce 1979 rozšířil do tzv. kompasového modelu 7C, čímž přišel s komplexnějším pohledem na podstatu marketingu. Kompasový model 7C se pokouší vysvětlit, proč je firma na trhu úspěšná či neúspěšná. Svojí logikou tak připomíná diamantový model Michaela Portera, který se snaží vysvětlit, proč jsou rozdílné země ekonomicky úspěšné či neúspěšné.

### Kompasový model 7C
- (C1) Společnost (Corporation) – společnost, ať již zisková nebo nezisková, je jádrem 4C. Tento pojem zahrnuje všechny prvky C-O-S, tj. podnik jako takový, konkurenci a všechny další zainteresované osoby (stakeholder). Podnik by měl klást důraz na dodržování zákonů a měl by si být vědom, že za své činy nese odpovědnost.

Čtyři prvky v kompasovém modelu 7C jsou commodity, cost, communication, channel, která jsou zakomponovaná do kompasového modelu 7C. Model 4C představuje alternativu ke známému nabídkově zaměřenému modelu 4P (product, price, promotion, place).
- - Product (produkt) → Commodity (komodita)
  - Price (cena) → Cost (náklad)
  - Promotion (propagace) → Communication (komunikace)
  - Place (místo) → Channel (distribuční kanál)

Kategorie "P" (úzké pojetí) Kategorie "C" category (široké pojetí) Definice kategorie "C"
- (C2) Commodity (komodita) (Odvozeno z latiny: commodus = příhodný, vyhovující) zboží a služby nejen pro zákazníky, ale i pro běžné občany. Zcela zásadní je vytvářet produkty, které odpovídají potřebám a přáním zákazníků tak jako např. Steve Jobs.
- (C3) Cost (náklad)

Komunikace (odvozeno z latiny: constare = obětovat), nejedná se pouze o výrobní a prodejní náklady, ale také o nákupní a společenské náklady.
- (C4) Communication (komunikace) (Odvozeno z latiny: communis = sdílení významu), tj. marketingová komunikace. V marketingu není důležitá pouze propagace výrobků, ale komunikace obecně. Komunikace může zahrnovat reklamu, podporu prodeje, vztahy s veřejností, osobní prodej, image firmy, vnitropodnikovou komunikaci, sociální sítě nebo manažerský informační systém.
- (C5) Channel (kanál) (Odvozeno z latiny: canal), tj. distribuční kanál, tok zboží.

Zákazník a podmínky v kompasovém modelu:
- (C6) Spotřebitel (Consumer)

První písmena faktorů, které souvisejí se spotřebitelem, odpovídají prvním písmenům 4 světových stran v angličtině. Proto byl tento model nazván kompasovým modelem.
- - N = Needs (Potřeby)
  - W = Wants (Požadavky)
  - S = Security (Bezpečnost)
  - E = Education (Vzdělání)
- (C7) Podmínky (circumstances)

Kromě zákazníka je podnik obklopen řadou dalších externích faktorů, které nemůže ovlivnit. Tyto faktory také mohou být vysvětleny prostřednictvím prvních písmen světových stran.
- - N = National and International (národní a mezinárodní) – politické, právní, etické podmínky
  - W = Weather (počasí)
  - S = Social and cultural (společenské a kulturní podmínky)
  - E = Economic (ekonomické podmínky)

Kompasový model 7C tvoří rámec co-marketingu (symbiotického marketingu). Model čelí kritice, která tvrdí, že se nejedná o moc více než o 4P z jiného úhlu pohledu. Obzvláště je kritizováno zahrnutí zákazníka do marketingového mixu, jelikož zákazník představuje cíl marketingu, zatímco ostatní prvky představují taktiku. 7C navíc zahrnuje řadu strategií pro vývoj produktu, distribuci a tvorbu cen na základě předpokladu, že zákazníci vyžadují oboustrannou komunikaci s podniky.
Australský autor Peter Bowman ve své knize „Service 7“ (7 služeb) představuje alternativní přístup. Bowman navrhuje hodnotově založený přístup k marketingu služeb, který zahrnuje 7 princip: hodnotu, rozvoj podnikání, reputaci, péči o zákazníky a design služeb. Tento přístup je v Austrálii velmi rozšířený.